# Баскова, Светлана Юрьевна
Светла́на Ю́рьевна Баско́ва (род. 25 мая 1965, Москва, СССР) — российский кинорежиссёр, сценаристка, художница, куратор. Известна по таким фильмам, как «Зелёный слоник», «Пять бутылок водки», «Кокки — бегущий доктор», «Голова».

## Биография
Светлана Баско́ва родилась 25 мая 1965 года в Москве. Окончила Московский архитектурный институт в 1989 году. С 1995 года занимается видео и кино.
Свой дебютный фильм «Кокки — бегущий доктор» Светлана Баскова сняла в 1998 году. В нём приняли участие известные деятели постмодернистского искусства — Сергей Пахомов, Александр Маслаев, Император ВАВА, Алёна Мартынова, Алексей Ткаченко, Сергей Сальников. Продюсером фильма выступил известный художник и режиссёр — Олег Мавроматти. Премьера фильма прошла в клубе «Сине Фантом».
В 1999 году вышел «Зелёный слоник». В фильме в качестве актёра принял участие театральный деятель и ведущий программы «Дрёма» Владимир Епифанцев.
Следующей работой стал фильм «Пять бутылок водки», вышедший в 2001 году и принявший участие во многих фестивалях. В 2003 году вышел фильм «Голова», который стал более лиричным высказыванием режиссёра. В 2006 был снят фильм «Моцарт».
В 2010 году начались съёмки нового фильма о борьбе между независимым рабочим профсоюзом и «новыми русскими» — «За Маркса…». Его премьерный показ состоялся в кинотеатре «Художественный» города Ульяновска.
«За Маркса…» — кино, полное жестокого сарказма в адрес кровососов-олигархов и нежности по отношению к простому рабочему люду, … Светлана Баскова, в отличие от Пазолини, в отличие от Годара, вылупилась из яйца contemporary art, и язык кинематографа для неё дело прикладное. Но вслед за мэтрами европейского леворадикального кино она наделяет кинотворчество интерактивным свойством воздействовать напрямую, подобно агитплакату.

С 2011 года является директором института «База», созданного совместно с Анатолием Осмоловским. В нём преподаётся современное искусство. Курирует выставки молодых художников, например, в центре «Красный». В сентябре 2024 года институт закрылся после проведения в нём обысков.
«В институте на "Винзаводе" был обыск, во время которого предъявили постановление. Мы поняли, что не хотим, чтобы наши близкие люди как-то пострадали от этого. Студенты и те, кто будет поступать. Мы просто не знаем, что может их ожидать. И поэтому мы закрыли набор».

## Фильмография
| Год  |     | Название                            | Роль                          |
| ---- | --- | ----------------------------------- | ----------------------------- |
| 1997 | ф   | Тайная эстетика марсианских шпионов | режиссёр                      |
| 1998 | ф   | Кокки — бегущий доктор              | режиссёр, сценарист           |
| 1999 | ф   | Зелёный слоник                      | режиссёр, сценарист, оператор |
| 2001 | ф   | Пять бутылок водки                  | режиссёр, сценарист, продюсер |
| 2003 | ф   | Голова                              | режиссёр, сценарист           |
| 2006 | ф   | Моцарт                              | режиссёр, продюсер            |
| 2011 | док | Одно решение — сопротивление        | режиссёр                      |
| 2012 | ф   | За Маркса…                          | режиссёр, сценарист           |

## Участие в фестивалях, семинарах и выставках
2012
- Кинотавр-2012, Сочи, фильм «За Маркса…»[12][13][14].
- Окно в Европу-2012, Выборг, фильм «За Маркса…».

2006
- Премьера фильма «Моцарт» на конкурсе «Кино без киноплёнки», фестиваль «Киношок».
- Андеграунд-фестиваль, Париж, фильм «Зелёный слоник».
- Фильм месяца в проекте Cinestudia, Вена, Австрия, «Зелёный слоник».

2005
- Роттердамский фестиваль, Программа «Near past, near future» фильмы «Зелёный слоник»[15], «Голова».
- XXVII Московский международный кинофестиваль, программа «Российская альтернатива», фильм «Зелёный слоник».
- Выставка «Privatisation», Берлин, фильм «Зелёный слоник».

2004
- Главный приз молодёжного жюри конкурса «Кино без киноплёнки», фестиваль «Киношок», за лучший фильм — «Голова».
- Фестиваль «Дебошир» (Чистые грёзы), Санкт-Петербург, главный приз — фильм «Голова».

2003
- Фестиваль в Котбусе, Германия, фильм «Зелёный слоник».
- Выставка «Москва-Берлин», Берлин, фильм «Зелёный слоник».
- Первый диплом молодёжного жюри конкурса «Кино без киноплёнки», фестиваль «Киношок», за лучший фильм — «Пять бутылок водки».

2001
- Фестиваль «Дебошир», Санкт-Петербург, фильм «Пять бутылок водки».
- Семинар Бориса Гройса «Искусство и война», Вена, Берлин, фильм «Зелёный слоник».

2000
- Фестиваль «Дебошир» («Чистые грезы»), Санкт-Петербург, фильм «Зелёный слоник».
- 2-й приз V фестиваля «Любить кино», Москва, Дом Ханжонкова, фильм «Зелёный Слоник».

1999
- Показ фильма «Кокки — бегущий доктор» в клубе «СИНЕ ФАНТОМ».
- Премьера фильма «Зелёный Слоник» в Музее кино.